# William Totok
William Totok (n. 21 aprilie 1951, Comloșu Mare, Județul Timiș, Banat, Republica Populară Română) este un poet, prozator, eseist și jurnalist german (mai precis șvab bănățean), originar din România. În perioada 1973–1979 a studiat, cu întreruperi, germanistica și romanistica la Universitatea din Timișoara, timp în care a lucrat și ca muncitor necalificat la o fabrică de cărămizi. 

## Viața
William Totok a debutat în 1970 cu versuri în revista Neue Literatur.
Cofondator al Grupului de Acțiune Banat (Aktionsgruppe Banat) (1972-1975), a fost ținut în arest preventiv timp de 8 luni pentru "propagandă împotriva orânduirii socialiste" (1975-1976). 
După încheierea studiilor, a funcționat ca profesor de germană și română în localitatea Tomnatic din Banat, apoi (1982–1985) ca redactor la un ziar de limbă germană din Timișoara.
În 1987, a emigrat în Republica Federală Germania. În prezent trăiește la Berlin ca scriitor și publicist liber profesionist. Împreună cu istoricul Johann Böhm și cu cercetătorul Georg Herbstritt editează revista de specialitate bianuală de istorie, literatură și politică, Halbjahresschrift für südosteuropäische Geschichte, Literatur und Politik. Este membru al Cercului de lucru pentru istorie și cultură pentru Europa centrală, răsăriteană și de sud-est (Arbeitskreis für Geschichte und Kultur in Ostmittel- und Südosteuropa e.V.), a activat în Comitetul pentru Drepturile Omului din România (din cadrul Fundației „Heinrich Böll”) și a fost membru al Comisiei Internaționale pentru Studierea Holocaustului în România (prezidată de laureatul Premiului Nobel pentru Pace, Elie Wiesel) . 
A publicat numeroase studii și eseuri istorice, literare și politice, articole, analize, eseuri radiofonice, cronici și recenzii în mass-media din România și din alte țări. 
Colaborator al posturilor de radio Radio Europa Liberă, Deutsche Welle, BBC, Radio France Internationale ș.a. După 1990 a publicat corespondențe în revista 22, în România liberă (1992-2000), Observator Cultural (2000-2004), Timpul (din 2000), Ziua (2004-2005), Latitudini (din 2006) ș.a.

## În vizorul Securității

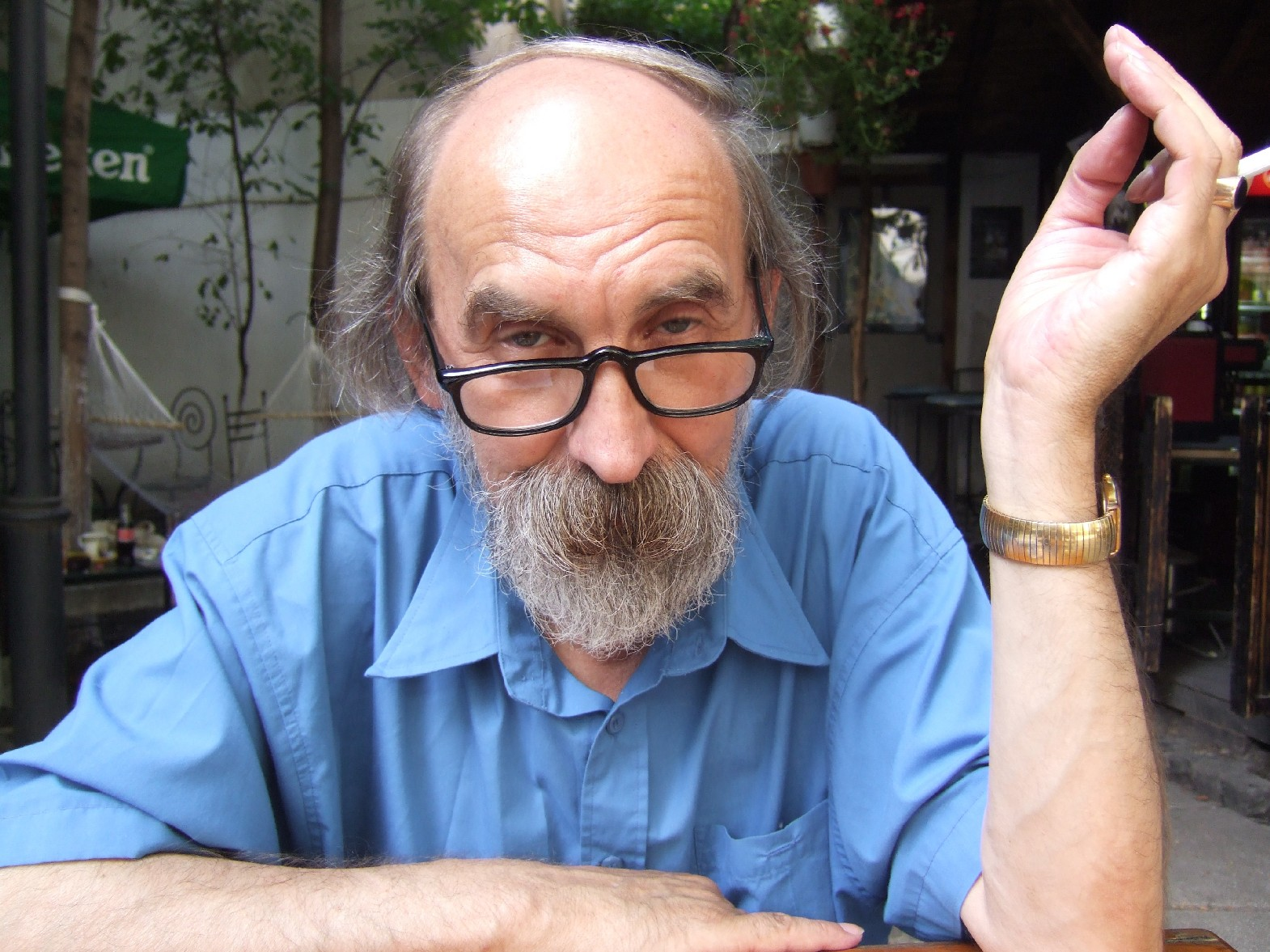
William Totok la București, în 2007

În volumul său autobiografic, intitulat "Constrângerea memoriei. Însemnări, documente, amintiri", (Editura Polirom, Iași, 2001) descrie împrejurările în care au avut loc și contactele cu fosta Securitate: 
"Nu mai era pentru nimeni un secret că la ședințele publice ale Cenaclului literar "Universitas", precum și la lecturările de grup desfășurate în numeroase comune și orașe asistau informatori ai Securității. Totul s-a complicat atunci când diverși membri ai Grupului au devenit ținte ale încercărilor de racolare. A fost elaborată o strategie de apărare menită să anihileze planurile Securității. În conformitate cu această înțelegere, membrii Grupului pe care Securitatea încerca să-i racoleze trebuiau să se arate cooperanți în aparență, dar să informeze în același timp întregul grup asupra obiectivelor și intențiilor poliției politice.
Chiar și mie mi-au fost încredințate "sarcini de colaborator" de către un maior pe nume Ianto, ofițerul de Securitate ce se ocupa de Universitate. Informațiile urma să le transmit maiorului Rudolf Köppe în camera 505, sediul din Universitate al Securității. Așa cum s-a aflat mai târziu, Köppe era nu numai o figură cheie în lovitura plănuită de Securitate împotriva Grupului, ci și responsabil din partea unei secții speciale pentru minoritatea germană din Timiș. El avea de supravegheat atât secția de limba și literatura germană din cadrul Facultății de filologie, cât și Liceul german „Nikolaus Lenau“." (pp.20-21) 
William Totok s-a autodeconspirat public în 1975. Într-un articol scris de Dieter Schlesak în urma primirii unei scrisori de la Totok, apărut în ziarul "Frankfurter Rundschau" din 10 iulie 1976 („Politică culturală cu intervenții polițienești. Etnici germani cu convingeri marxiste din România tulbură liniștea revoluționară a statului ‘socialist’”) este prezentată întreaga afacere:
"De la începutul anului 1974, de exemplu, doi dintre membri grupului (Gerhard Ortinau și William Totok) trebuiau să informeze regulat Securitatea statutului despre activitățile Grupului. Ei i-au informat pe ceilalți despre această sarcină față de patrie, așa că, în prealabil, puteau stabili împreună ce trebuie sau ce nu trebuie să afle această instanță culturală din sfera activității gândirii de autor și a conștiinței sociale a Grupului de Acțiune." 
Subiectul a fost abordat apoi și în volumul său apărut în Germania, în 1988, "Die Zwänge der Erinnerung".
Nota de Constatare nr. S/DI/I/3706 a CNSAS, confirmă cele scrise de autorul volumului "Constrângerea memoriei" afirmând că „TOTOK William este titular al dosarului fond rețea nr. R 285953 (cota CNSAS). Domnia sa a fost recrutat la data de 08.03.1974 pentru «acoperirea informativă a anului I Filologie și în special a secției germană-română din cadrul Universității Timișoara, cât și a cenaclului literar ..., unde avem semnalări privind intenția unor membri de a strecura idei străine de ideologia noastră». A semnat un angajament, având numele conspirativ »Thomas«, iar CNSAS a identificat zece note semnate de el, despre care Securitatea afirmă într-un raport, din 1975, referitor la încetarea legăturii că ele aveau un „caracter general, fără interes operativ“. În același timp i se reproșează că a dat dovadă de nesinceritate față de organele de Securitate.
Referitor la metodele de contracarare a acțiunilor de infiltrare și destrămare a Grupului de Acțiune Banat, istoricul Mircea Rusnac notează într-un studiu: „Strategia adoptată de aceștia nu a fost una de respingere fățișă. Ei se arătau dispuși să coopereze în aparență, dar țineau în același timp la curent întregul grup în privința obiectivelor urmărite“ de către Securitate.
Dat fiind faptul că William Totok a fost totodată și victimă a Securității- dovedit prin dosarele I 210845 (fond informativ) și 23614 (fond penal)- Colegiul C.N.S.A.S. concluzionează că „...domnului Totok... nu i se poate atribui calitatea de lucrător/colaborator al Securității.”
Din Referatul de terminarea urmăririi penale, întocmit de către Procuratura Militară pe data de 6 decembrie 1975 se constată că „În perioada anilor 1973 1975, inculpatul a conceput și scris mai multe poezii cu tematică social politică, care au un conținut dușmănos și tendențios la adresa orînduirii sociale din țara noastră și la adresa conducerii de partid și de stat. În poeziile sale, inculpatul (...) exprimă ideea îngrădirii libertății spirituale a individului în țara noastră, precum și faptul că situația studenților ar fi insuportabilă. Prin conținutul lor poeziile inculpatului au influență negativă asupra tineretului, în general, cît și în ceea ce privește rolul literaturii și artei în societatea noastră.“ (...) Faptele de propagandă împotriva orînduirii socialiste ce se rețin în sarcina inculpatului, prezintă un ridicat grad de pericol social întrucît prin activitatea desfășurată de către acesta, se pune în pericol securitatea statului, activitate de care inculpatul și a dat seama și a desfăsurat o în mod conștient.
Pericolul social deosebit de grav al faptelor săvîrșite de inculpat, rezultă mai ales, din aceea că, poeziile cu caracter dușmănos concepute și scrise de inculpat, au fost date publicității, de ele au luat cunoștintă mai multe persoane, în principal tineri studenți și elevi, a căror conștiintă și ideologie a fost viciată și denaturată, influențînd negativ educația socialistă a acestora, precum și a cititorului în general. 
Din felul și modul în care inculpatul a conceput și scris poeziile incriminate, precum și din celelalte preocupări dușmănoase ale acestuia, stabilite în cursul urmăririi penale, rezultă că inculpatul TOTOK WILLIAM se află sub influența ideologiei burgheze și a promovat în poeziile sale această ideologie, cultivînd neîncrederea față de legile statului nostru, fată de conducerea statului. Față de situația de fapt descrisă mai sus, în sarcina inculpatului TOTOK WILLIAM urmează a se reține infracțiunea de propagandă împotriva orînduirii socialiste, prevăzută și pedepsită de art. 166 al. 2 din Codul penal.” 

## Câteva titluri de volume

#### Poezii
- "Die Vergesellschaftung der Gefühle" (Socializarea sentimentelor) (București, 1980);
- "Freundliche Fremdheit" (Politețe rezervată) (Timișoara, 1984);
- "Das prompte Eingreifen des Fallmeisters beim Versuch eines Hundes sich eigenmächtig auf die Hinterbeine zu stellen" (Intervenția promptă a hingherului la încercarea unui cîine de a se ridica în două picioare) (Mainz, 1987);
- "Eiszeit" (Timp înghețat) (Berlin-Ost, 1987);
- "... an den Fahnenstangen fault die Wut" (... pe catarge putrezește mânia. Poezii), (Ludwigsburg, 2016);

#### Eseuri, studii, publicistică
- "Die Zwänge der Erinnerung. Aufzeichnungen aus Rumänien" [Presiunea amintirilor. Însemnări din România], (Hamburg, 1988);
- "Aprecieri neretușate. Eseuri, articole și interviuri 1987-1994", (Editura Universității „Alexandru Ioan Cuza”, Iași, 1994);
- Marcel Pauker: "Ein Lebenslauf. Jüdisches Schicksal in Rumänien 1896-1938. Mit einer Dokumentation zu Ana Pauker", (ed. William Totok/Erhard Roy Wiehn), [Marcel Pauker. O biografie], (Konstanz, 1999);
- "Der revisionistische Diskurs" [Discursul revizionist], (ed. Erhard Roy Wiehn), (Konstanz, 2000);
- "Constrângerea memoriei. Însemnări, documente, amintiri", (Editura Polirom, Iași, 2001).
- „Episcopul, Hitler și Securitatea. Procesul stalinist împotriva »spionilor Vaticanului« din România“ (Editura Polirom, Iași, 2008);
- "Die Kirchen in Osteuropa im Kommunismus" [Bisericile din Europa de Est în comunism], (ed. Detlef Stein/William Totok), (Berlin, 2011);
- "Între mit și bagatelizare. Despre reconsiderarea critică a trecutului, Ion Gavrilă Ogoranu și rezistența armată anticomunistă din România" (împreună cu: Elena-Irina Macovei), (Editura Polirom, Iași, 2016);
- "Franz Xaver Kappus între isterie de război și pacifism moderat", în: Franz Xaver Kappus, Biciul disprețului. Povestea unui stigmatizat / Die Peitsche im Antlitz. Geschichte eines Gezeichneten. Prefață, tabel cronologic și ediție bilingvă îngrijită de William Totok. Traducere din limba germană de Werner Kremm, (Editura Muzeul Literaturii Române, București, 2018);

#### Colaborări la numeroase antologii și volume colective
- „Vînt potrivit pînă la tare. Zece tineri poeți germani din România“, (Editura Kriterion, București, 1982) - postfață de Peter Motzan, în românește de Ioan Mușlea, cuvânt înainte de Mircea Iorgulescu. Poeții antologati sunt: Anemone Latzina, Franz Hodjak, Rolf-Frieder Marmont, Johann Lippet, William Totok, Richard Wagner, Rolf Bossert, Hellmut Seiler, Horst Samson și Helmut Britz (ediția a 2-a, adăugită, cu o prefață de Ion Bogdan Lefter, București, 2012);
- "Punktzeit. Deutschsprachige Lyrik der achtziger Jahre" (Timp punctat. Lirică germană a anilor 80), (ed. Michael Braun/Hans Thill), (Heidelberg, 1987);
- "Was sind das für Zeiten. Deutschsprachige Gedichte der achtziger Jahre", (ed. Hans Bender), (München, 1988);
- "Nachruf auf die rumäniendeutsche Literatur", (Necrolog pentru literatura germană din România), (ed. Wilhelms Solms), (Marburg, 1990);
- "Der Sturz des Tyrannen. Rumänien und das Ende einer Diktatur"; (Prăbușirea tiranului. România și sfîrșitul unei dictaturi), (ed. Richard Wagner/Helmuth Frauendorfer), (Reinbek bei Hamburg, 1990);
- "Ein Pronomen ist verhaftet worden. Die frühen Jahre in Rumänien. Texte der Aktionsgruppe Banat“, (Un pronume a fost arestat. Textele Grupului de Acțiune Banat), (ed. Ernest Wichner), (Frankfurt am Main, 1992);
- "In der Sprache der Mörder. Eine Literatur aus Czernowitz, Bukowina" (În limba ucigașilor. Literatura din Cernăuți/Bucovina), (ed. Herbert Wiesner/Ernest Wichner), (Berlin, 1993);
- "Dosar Mihail Sebastian" (ed. Iordan Chimet), (București, 2001);
- „Der vergessene stalinistische Schauprozess gegen die `Spione des Vatikans´ in Rumänien 1951“, (Procesul stalinist uitat împotriva „spionilor Vaticanului“ în România, 1951), în: „Jahrbuch für Historische Kommunismusforschung 2005“, (ed. Hermann Weber, Ulrich Mählert, Bernhard H. Bayerlein ș.a.), (Berlin, 2005);
- Coautor al "Raportului final" redactat de Comisia Internațională pentru studierea Holocaustului în România (ed. Tuvia Friling, Radu Ioanid, Mihail E. Ionescu), (Iași, 2005).
- "Holocaust an der Peripherie. Judenpolitik und Judenmord in Rumänien und Transnistrien 1940-1944", (Holocaust la periferie. Politica evreiască și uciderea evreilor în România și-n Transnistria 1940-1944), (ed. Wolfgang Benz, Brigitte Mihok), (Berlin, 2009); [ediția română, într-o traducere de Cristina Grossu-Chiriac, Editura Cartier, Chișinău 2010];
- „Handbuch des Antisemitismus. Judenfeindschaft in Geschichte und Gegenwart“, (vol. 2, 5, 6, 7), (Dicționarul antisemitismului. Ostilitatea față de evrei în trecut și-n prezent), (ed. Wolfgang Benz), (Berlin, 2009, 2012, 2013, 2014);
- "Studiu introductiv. Actualitatea trecutului: cazul lui Nicolae Paulescu", în: Peter Manu, Horia Bozdoghină, "Polemica Paulescu: știință, politică, memorie" (București, 2010);
- Editor (împreună cu Detlef Stein): "Die Kirchen in Osteuropa im Kommunismus", (Bisericile din Europa de est în timpul comunismului), (Edition Südosteuropa-Forschungen III, OEZ Verlag, Berlin, 2011);
- „Zwanzig Jahre lang im Visier der Securitate“ (20 de ani în vizorul Securității), în: Bernd Florath (ed.), "Das Revolutionsjahr 1989. Die demokratische Revolution in Osteuropa als transnationale Zäsur", (Vandenhoeck & Ruprecht, Göttingen, 2011);
- "Piper, scorțișoară, dafin, vanilie". Antologie de Marian Oprea, (Timișoara, 2013);
- Este coeditor al revistei bianuale pentru istorie, literatură și politică sudesteuropeană, "Halbjahresschrift für südosteuropäische Geschichte, Literatur und Politik" (care din 2020 apare sub titlul: "Halbjahresschrift für Geschichte und Zeitgeschehen in Zentral- und Südosteuropa").

#### Traduceri
- Petru Ilieșu: Rumänien. Postskriptum / România Post Scriptum. Gedichte. Deutsch / Rumänisch. Ludwigsburg 2020.

## Opinii critice asupra operei autorului
Eduard Schneider (în: Neue Banater Zeitung), Helmut Britz (în: Neuer Weg), Peter Motzan (în: Die rumäniendeutsche Lyrik nach 1944. Problemaufriss und historischer Überblik, Dacia Verlag, Cluj-Napoca, 1980), Hellmuth Seiler (în: Neuer Weg), Widmar Pohl (în: Dichter für die Freiheit. Von der subversiven Kraft der Literatur in Osteuropa, Suhrkamp Verlag, Frankfurt am Main, 1993), Thomas Krause (în: Die Fremde rast durchs Gehirn, das Nichts..., Peter Lang Verlag, Frankfurt am Main, 1998), René Kegelmann (în: „An den Grenzen des Nichts, diese Sprache“. Zur Situation der rumäniendeutschen Literatur der achtziger Jahre in der Bundesrepublik Deutschland, Aisthesis Verlag, Bielefeld, 1995), Urs Alemann (în: Basler Zeitung), Wolfgang Schuller (în: Frankfurter Allgemeine Zeitung), Matthias Messmer (în: Neue Zürcher Zeitung), Henriette Schröder (în: Süddeutsche Zeitung), Gabriel Andreescu (în: Observator Cultural), Gabriel Kohn (în: Orizont), Mircea Iorgulescu ( în: revista „22“), Marta Petreu (în: Apostrof) Victor Neumann (în: Ideologie și fantasmagorie. Perspective comparative asupra istoriei gîndirii politice în europa Est-Centrală, Editura Polirom, Iași, 2001), Diana Schuster (în: Die Banater Autorengruppe: Selbstdarstellung und Rezeption in Rumänien und Deutschland, Hartung-Gorre Verlag, Konstanz 2004), Ion Bogdan Lefter (în: Puzzle cu „noul val“. Addenda la falsul tratat de poezie Flashback 1985, Editura Paralela 45, Pitești, 2005); Sabina Kienlechner: „»Unter dem Einfluss der bürgerlichen Ideologie«. Die »Aktionsgruppe Banat« in den Akten der Securitate”, in: Sinn und Form, 62. Jg., Heft 6, November/Dezember 2010, pp. 746–769. etc.	
“În scrisul și în stilul direct al lui William Totok trei sînt constantele "mesajului" lor:
O neobosită obsesie de a vedea cu agerimea ochiului și a arăta cu degetul indignării orice formă de totalitarism, de orice culoare, de ieri și de azi.
Un cult critic - acceptați vă rog acest paradox al "cultului critic" - al democrației, cel pe care îl au unii oameni, unii dintre noi care am venit în democrație mult după ce deveniserăm maturi în absența ei. Democrația are firește cusururi, ca orice act omenesc, dar nu există nici o altă formă valabilă de a le corecta decît cele ce rezultă din chiar principiile ce o statutează.
Un neabătut simț al apărării minorităților de presiunea sau abuzul sau prostia majorităților - minorități de orice fel - stând mereu sub pericolul acelui sentiment al prea-siguranței de sine pe care îl are majoritatea, și la bine și la rău.
Trebuiesc multe secole de civilizație pentru majoritarul să devină apt de a asculta glasul minoritarului - și nu numai de civilizație.”
Gelu Ionescu (din: “Prefața” la volumul “Aprecieri neretușate”, Iași, 1994)
„Cea mai importantă tendință și singura cu adevărat nouă în literatura germanilor din România în această perioadă o reprezintă ‘subiectivitatea angajată’ (Walter Fromm). Promotorii acestei tendințe au fost în parte acei tineri autori (Richard Wagner, Johann Lippet, William Totok, chiar Rolf Bossert etc.) care la sfîrșitul anilor șaizeci și la începutul anilor șaptezeci s-au afirmat (prin apariții comune în revista Neue Literatur) ca fenomen de grup, primind eticheta ‘Grupul de Acțiune Banat’. Această etichetă s-a transformat curînd în nume de marcă și a fost acceptată de ei înșiși ca atare. (...) Locul angajamentului general-abstract, deși bine intenționat, care miza pe complicitatea cititorului, a fost luat de observația exactă, îndreptată asupra detaliilor vieții de zi cu zi; în locul lui ‘noi’ a trecut individul, în locul gîndirii în sisteme și teoreme - propria subiectivitate ca filtru al realității receptate, iar locul poeziei scurte spirituale și deseori chiar aforistice l-a ocupat poemul narativ-descriptiv și reflexiv.”
Emmerich Reichrath (în: „Reflexe II”, Editura Dacia, Cluj-Napoca, 1984)
Cf. Ion Bogdan Lefter (coordonator): Scriitori români din anii `80-’90. Dicționar bio-bibliografic, Volumul III, P-Z, Editura Paralela 45, Pitești-București-Brașov-Cluj-Napoca, 2001, pp. 228-230.

## Premii și distincții
- Leonce-und-Lena-Förderpreis (1987);
- Bursa Fondului literar din Germania (1987);
- Bursa Casei literaturii din Stuttgart (1989);
- Premiul Fundației Henning-Kaufmann-Stiftung (împreună cu mai mulți autori germani originari din România) (1989);
- Bursa de creație a Senatului din Berlin (1989);
- Membru de onoare al Asociației Solidaritatea Universitară (1990);
- Bursă de creație "Schloß Wiepersdorf" (1995);
- Premiul "Punctul 12 al Proclamației de la Timișoara" "pentru promovarea principiilor Proclamației în diaspora" (2008);
- Ordinul „Meritul Cultural” în grad de Ofițer (2009);
- Premiul „CriticAtac“, împreună cu Elena-Irina Macovei, pentru cea mai bună carte a anului 2016 (2017);